# NGC 1066
NGC 1066 è una galassia ellittica situata nella costellazione del Triangolo, a una distanza di circa 199 milioni di anni luce dalla nostra Via Lattea.

## Scoperta
La galassia è stata scoperta il 12 settembre 1784 dall'astronomo britannico di origine tedesca William Herschel.

## Descrizione

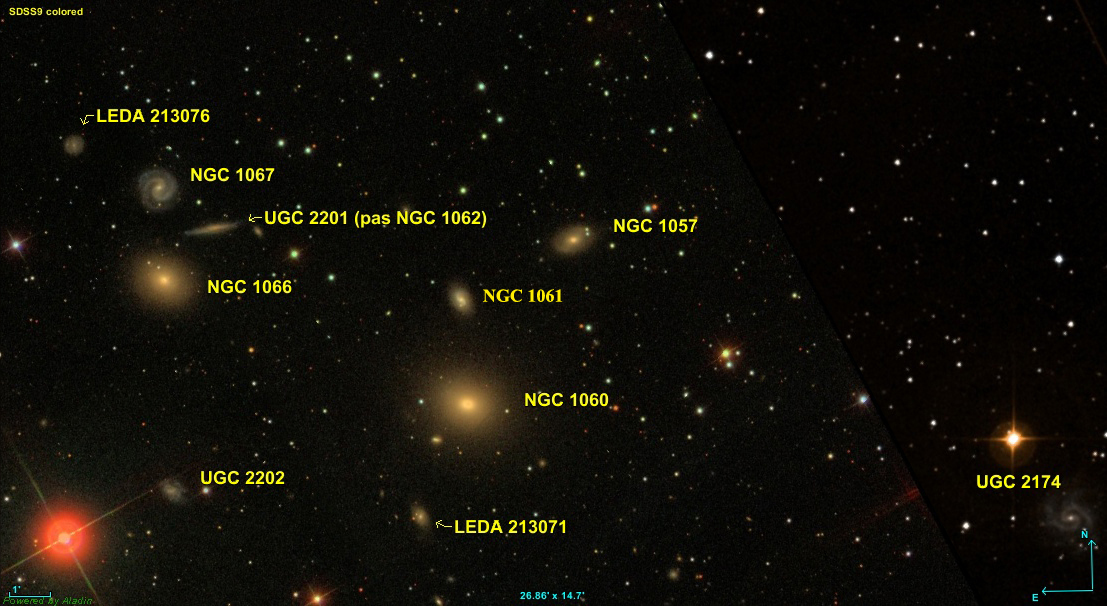
NGC 1066 e le galassie vicine

Il database SIMBAD la classifica come galassia attiva del tipo Seyfert 2.
Data la sua luminosità superficiale pari a 14,39, NGC 1066 può essere classificata come una galassia a bassa luminosità superficiale (nella letteratura in lingua inglese abbreviata in LSB, acronimo di Low Surface Brightness). Le galassie LSB sono galassie di tipo diffuso (D) con una luminosità superficiale inferiore di almeno una magnitudine a quella del cielo notturno circostante.
NGC 1066 è situata in una regione di cielo particolarmente ricca di galassie e che comprende anche NGC 1057, NGC 1060, NGC 1061 e NGC 1067. Sono inoltre presenti anche galassie non incluse nel New General Catalogue. La galassia UGC 2201 è erroneamente indicata come NGC 1062 nel database SIMBAD.